# Ердоганизъм
Ердоганизмът или Тайипизмът (на турски: Erdoğancılık, Tayyipçilik) се отнася до политическите идеали и програма на турския президент и бивш министър-председател Реджеп Тайип Ердоган, който става министър-председател през 2003 г. и служи на този пост до избирането му за президент през 2014 г. С подкрепата, значително произтичаща от харизматичния му авторитет, описан като „най-силното явление в Турция след кемализма“ и се ползва с широка подкрепа в цялата страна до турската икономическа криза през 2018 г., която предизвика значителен спад в популярността на Ердоган. Нейните идеологически корени произхождат от турския консерватизъм, а най-преобладаващият ѝ политически привърженик е управляващата Партия на справедливостта и развитието, формация, която самият Ердоган основава през 2001 г.

## Общ преглед
Като персонифицирана версия на консервативната демокрация, основните идеали на ердоганизма включват вдъхновено от религията силно централизирано ръководство, базирано предимно на изборно съгласие и по-малко на разделението на властите и институционалните механизми за контрол и равновесие. Критиците често посочват политическата перспектива на Ердоган като авторитарна и като избирателна диктатура. Ориентираната към изборите перспектива на ердоганизма често се описва като нелиберална демокрация от чуждестранни лидери, като унгарския премиер Виктор Орбан. Ердоганизмът също е силно повлиян от желанието за създаване на „Нова Турция“, отклонявайки се от основополагащите кемалистки принципи на Турската република и премахвайки ключови конституционни идеали, които са в разрез с визията на Ердоган, като например секуларизма. Привържениците на ердоганизма често призовават за възраждане на културните и традиционните ценности от Османската империя и критикуват прозападните социални реформи и модернизация, инициирани от основателя на Турската република Мустафа Кемал Ататюрк. Основната подкрепа за ердоганизма произхожда главно от развитието на култ към личността около Ердоган, както и от преобладаването на харизматичния авторитет. Ролята на Ердоган, олицетворен като отделен агент на турските консервативни ценности, се проявява под формата на видни предизборни лозунги за президентските избори в Турция, той е определян като Човекът на нацията, на турски: Milletin Adamı.

## История
Терминът „ердоганизъм“ се появява за пръв път малко след общата изборна победа на Ердоган през 2011 г., където той е описан предимно като либерални икономически и консервативни демократични идеали на Партията на спранедливостта и развитието, слети с демагогията на Ердоган и култа към личността. Използването на термина се увеличава във връзка с по-голямото признание на Ердоган на световната сцена, най-вече поради проактивните му външнополитически идеали, основани на неоосманизма, основен фактор, който обхваща ердоганизма.

## Основни ценности
Американското издание Foreign Policy (Външна политика) описва ердоганизма като идеология, основана основно на култ към личността, формиращ се около Ердоган, като го отнася като форма на популистки авторитаризъм, подобна на тази на путинизма в Русия. Външната политика също така описва османизма (прославянето на Османската империя), ислямизма, подозрението за западна политическа намеса в Близкия изток, отхвърлянето на кемализма и ограничаването на демократичния процес и изборите като ключови атрибути на ердоганизма.

### Конфликт с ислямизма
Въпреки че елементите на ердоганизма, особено политическата реторика, използвана от неговите поддръжници, са вдъхновени от ислямизма, се твърди, че широкият култ към личността около Ердоган изолира твърди ислямисти, които са скептични към неговото господство в държавната политика. Централният и всеобхватен авторитет на Ердоган, централна тема на ердоганизма, е критикуван от ислямисти, които вярват, че предаността на последователите не трябва да е към лидер, а по-скоро към Аллах и учението на исляма. Като такова, всеобхватното господство на Ердоган засилва ислямистката критика, особено от ислямистки партии като Партия на щастието, които твърдят, че ердоганизмът не се основава на ислямизма, а вместо това се основава на авторитаризъм, използвайки религиозна реторика, за да поддържа обществена подкрепа сред консервативните привърженици.